# Tadeusz Łapiński (lekarz)
Tadeusz Wojciech Łapiński (ur. 1958 w Białymstoku, zm. 2 czerwca 2021 w Zajeziercach) – polski lekarz i nauczyciel akademicki.

## Życiorys
Ukończył w 1984 r. studia lekarskie na Wydziale Lekarskim Akademii Medycznej w Białymstoku i w tym samym roku zaczął pracę w Wojewódzkiej Stacji Sanitarno-Epidemiologicznej w Białymstoku, a w następnym roku w Klinice Chorób Zakaźnych AM w Białymstoku. W 1988 r. uzyskał specjalizację I stopnia z chorób wewnętrznych, a trzy lata później specjalizację II stopnia z chorób zakaźnych. Ponadto w 1995 r. uzyskał specjalizację II stopnia z medycyny morskiej i tropikalnej.
Przez całą karierę zawodową związany z Kliniką Chorób Zakaźnych Akademii Medycznej w Białymstoku, późniejszą Kliniką Chorób Zakaźnych i Hepatologii Uniwersytet Medyczny w Białymstoku, awansując do stanowiska zastępcy jej kierownika. Prowadził badania nad epidemiologią, patogenezą, diagnostyką i terapią związanych z uszkodzeniami wątroby zakażeń wirusami HBV, HCV, HDV i HIV. Po wybuchu pandemii COVID-19 aktywnie zaangażowany w leczenie pacjentów z tą chorobą.
W 1989 r. obronił pracę doktorską poświęconą kwasom tłuszczowym w osoczu i trójglicerydom w surowicy w encefalopatii i śpiączce wątrobowej. W 2007 r. uzyskał habilitację za pracę nad wskaźnikami programowanej śmierci komórki w zakażeniach wirusowych HBV, HCV i HIV, a w 2014 r. otrzymał tytuł profesora nauk medycznych.
Członek Polskiego Towarzystwa Epidemiologów i Lekarzy Chorób Zakaźnych (od 2012 r. wiceprzewodniczący białostockiego oddziału) oraz jego Sekcji Hepatologicznej, członek Polskiego Towarzystwa Immunologicznego i Polskiego Towarzystwa Hepatologicznego.
Laureat Nagrody Zespołowej Ministra Zdrowia i Opieki Społecznej (czterokrotnie).
Zmarł 2 czerwca 2021 r. w Zajeziercach, gdy ratował tonącą żonę Małgorzatę Michalewicz. Przyczyną śmierci małżonków mogło być porażenie prądem elektrycznym. W 2021 pośmiertnie odznaczony Złotym Krzyżem Zasługi.